# Baraka (rzeka)
Baraka – rzeka w Erytrei i Sudanie. Liczy około 640 km długości.
Wypływa z Wyżyny Erytrejskiej niedaleko Asmary i przepływa przez miasto Akordat. Blisko granicy z Sudanem przyjmuje dopływ – rzekę Ansebę. Przekracza granicę z Sudanem, tworzy sezonowo (koryto rzeki w dolnym biegu wypełnia się na trzy miesiące w ciągu roku w trakcie pory deszczowej, Baraka uchodzi w tym okresie do Morza Czerwonego) deltę Taukar nieopodal miasta o tej samej nazwie.
Powierzchnia dorzecza to około 66 200 km², z czego około 41 500 km² w Erytrei oraz około 24 800 km² w Sudanie.
Dolina, w której płynie rzeka (terytorium Erytrei), objęta jest ostoją ptaków IBA, w której można zaobserwować takie gatunki ptaków jak: pustułka rdzawa, drop arabski, remizek sudański z rodzaju Anthoscopus, chwastówka cierniowa z rodzaju Cisticola, popielatka białogardła z rodzaju Eremomela czy błyszczak kasztanowobrzuchy z rodzaju Lamprotornis.
Tereny objęte ostoją ptaków i tym samym pobliskie tereny rzeki zamieszkują takie gatunki ssaków jak: gazela pustynna czy bawolec krowi.
Pobliskie tereny rzeki porośnięte są pasami lasów łęgowych szerokich na kilkaset metrów. Z roślin tam występujących można wyróżnić między innymi takie jak: tamaryndowiec indyjski, tamaryszek, baobaby, figowce czy rośliny z rodzaju głożyna.